# Maraisaure
El maraisaure (Maraisaurus parvus) és una espècie extinta de sinàpsid de la família dels escilacosàurids que visqué al sud d'Àfrica durant el Permià mitjà, fa entre 259,1 i 264,3 milions d'anys. Se n'han trobat restes fòssils al grup de Beaufort (Sud-àfrica). Es tracta de l'única espècie del gènere Maraisaurus. Era un escilacosàurid gros, amb el crani d'uns 31 cm de llargada a la base. El musell presentava una inclinació poc important. El nom genèric Maraisaurus significa ‘llangardaix de Marais’, en referència al descobridor de l'holotip, Johannes Marais, mentre que el nom específic parvus significa ‘petit’ en llatí.